# Skye Edwards
Pour les articles homonymes, voir Skye et Edwards.
Shirley Edwards, dite Skye Edwards, est une chanteuse britannique, née le 27 mai 1974 à Londres.
Elle est surtout connue comme étant la chanteuse du groupe Morcheeba depuis sa formation jusqu'en 2002, puis à nouveau depuis 2010. Elle a également une carrière solo, commencée pendant son retrait du groupe, avec un premier album sorti en 2006.

## Biographie
Shirley Klaris Yonavieve Edwards choisit le pseudonyme de Skye en utilisant les initiales de ses prénoms et nom.
Elle devient la voix immédiatement reconnaissable du groupe Morcheeba pendant une dizaine d'années. À la suite de son départ, elle est remplacée au sein de Morcheeba par la chanteuse Daisy Martey, qui est à son tour remplacée par Jody Sternberg pour la tournée suivant la sortie de l'album The Antidote, ayant une voix jugée trop proche de celle de Skye Edwards aux oreilles des fans[pas clair][réf. nécessaire].
Atlantic Records produit le premier album solo de Skye Edwards, Mind How You Go, sorti le 27 février 2006, avec lequel elle lance sa carrière solo. Elle chante également sans Morcheeba à l'occasion de deux grandes manifestations humanitaires : Perfect Day 2007 en aide aux enfants dans le besoin, et Band Aid 20 en 2004 pour lutter contre la famine au Soudan.
Skye Edwards réintègre Morcheeba en 2010, mais elle continue sa carrière solo en parallèle. En octobre 2012, elle sort ainsi son troisième album solo, Back To Now, produit par Fitzmaurice. Il est suivi de In a Low Light en 2015.

### Vie privée
Skye Edwards est mariée au bassiste Steve Gordon et a quatre enfants.

## Discographie
- Mind How You Go (2006)
- Keeping Secrets (2009)
- Back to Now (2012)
- In a Low Light (2015)